# Нові Богачовиці
Нові Богачовиці (пол. Nowe Bogaczowice) — село в Польщі, у гміні Старі Богачовиці Валбжиського повіту Нижньосілезького воєводства.
Населення — 181 особа (2011).
У 1975-1998 роках село належало до Валбжиського воєводства.

## Демографія
Демографічна структура станом на 31 березня 2011 року:
|          | Загалом | Допрацездатний вік | Працездатний вік | Постпрацездатний вік |
| -------- | ------- | ------------------ | ---------------- | -------------------- |
| Чоловіки | 90      | 15                 | 69               | 6                    |
| Жінки    | 91      | 22                 | 51               | 18                   |
| Разом    | 181     | 37                 | 120              | 24                   |

## Галерея

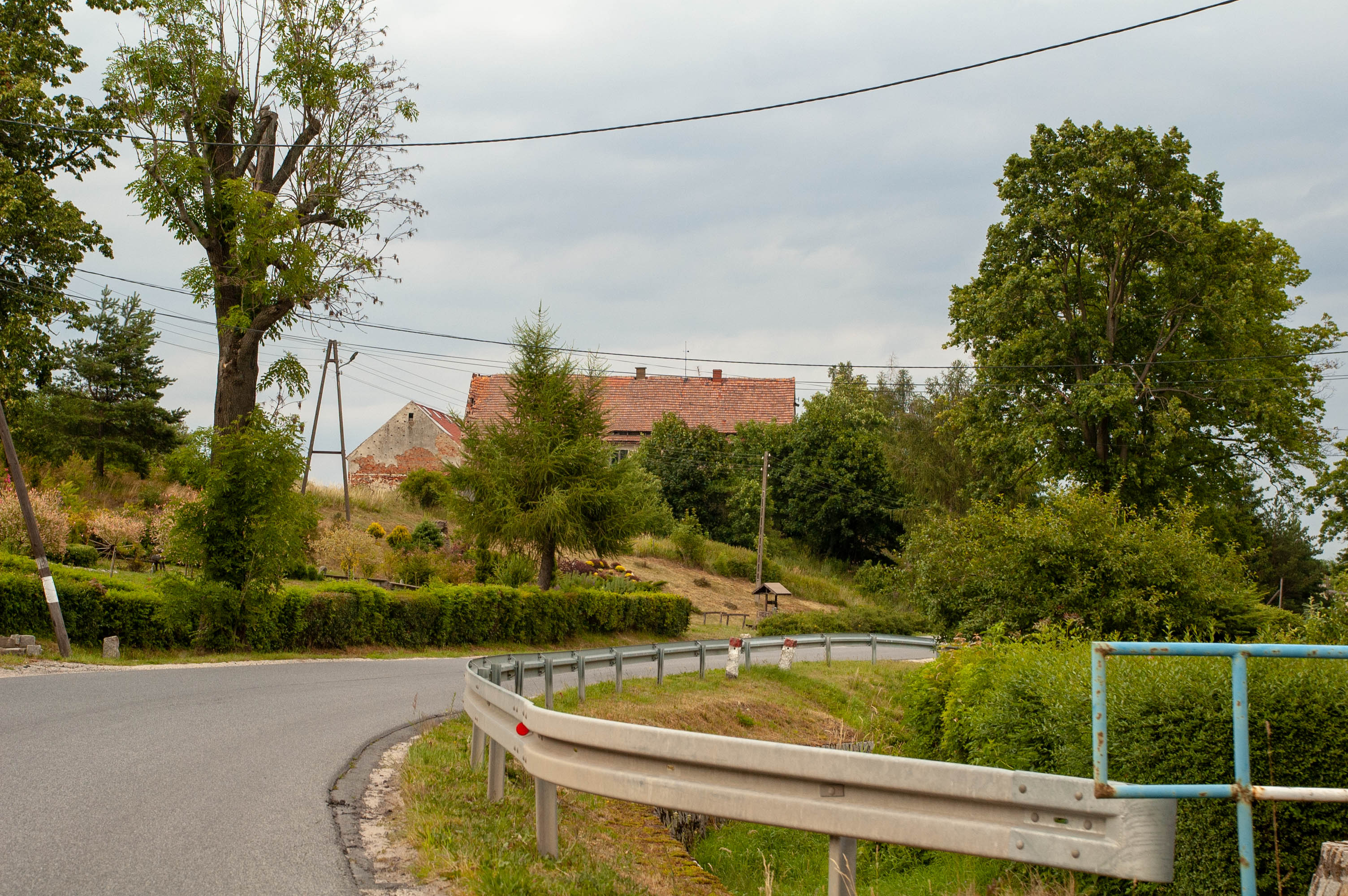
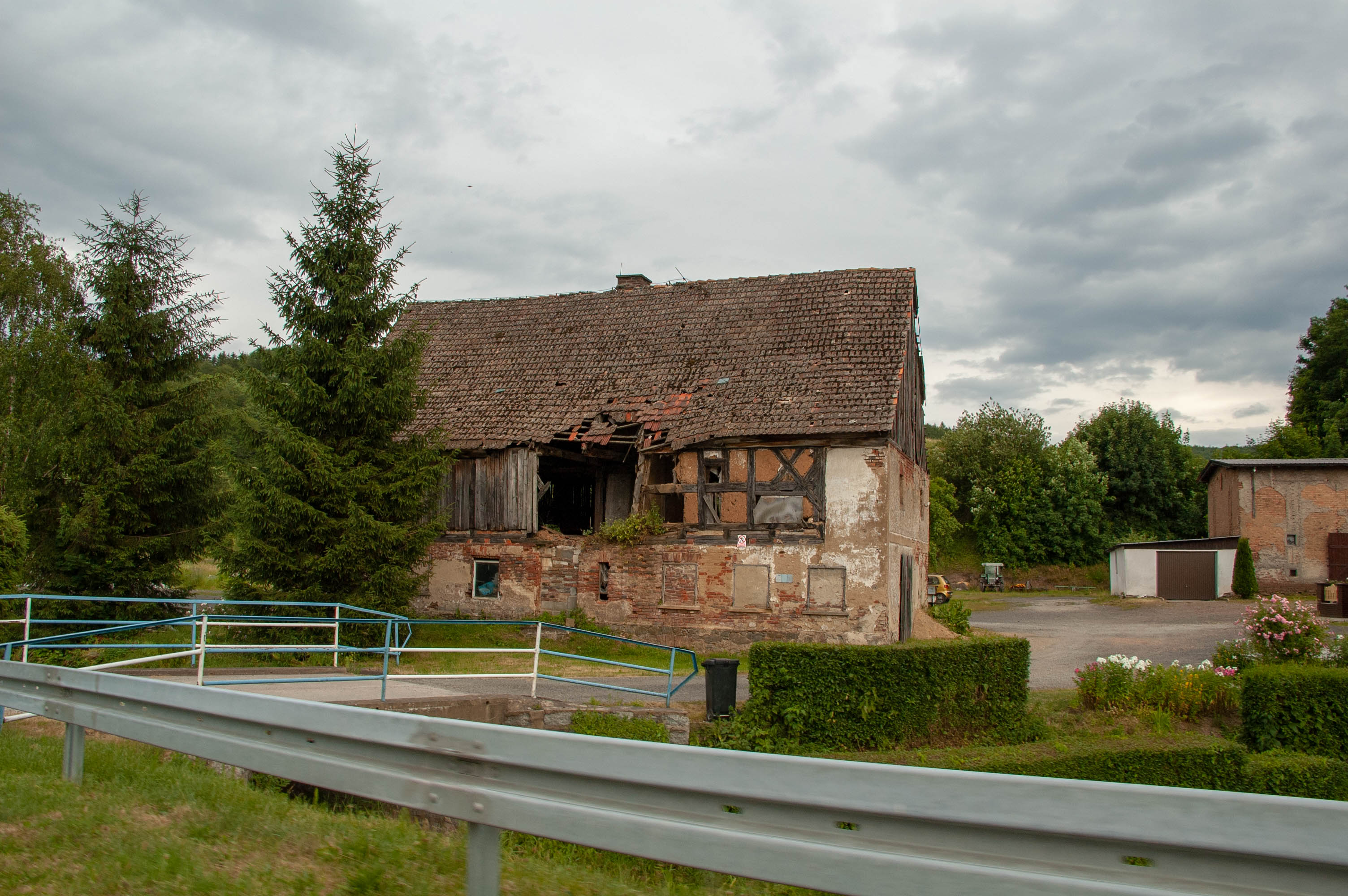
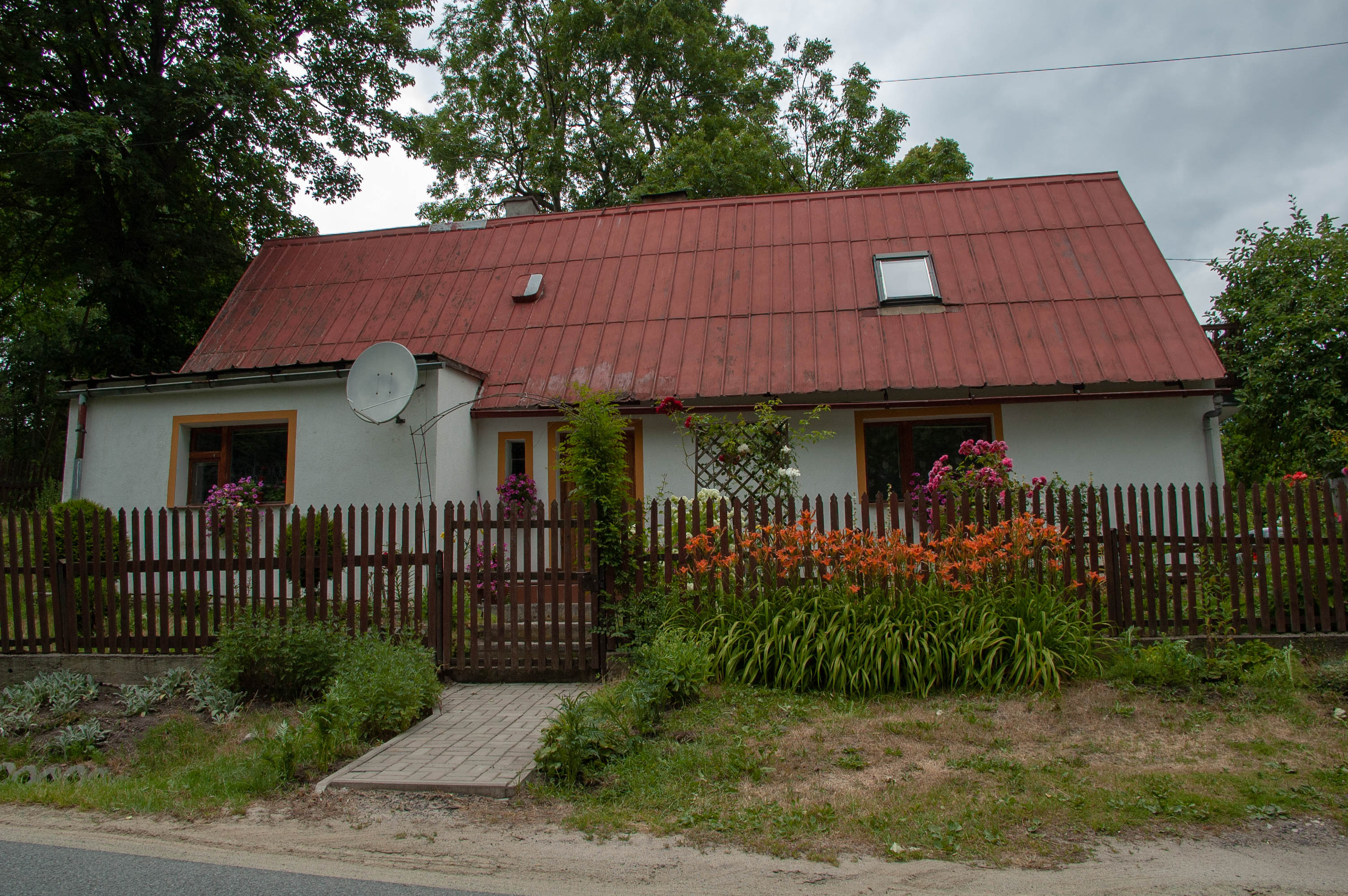